# 植物生理學

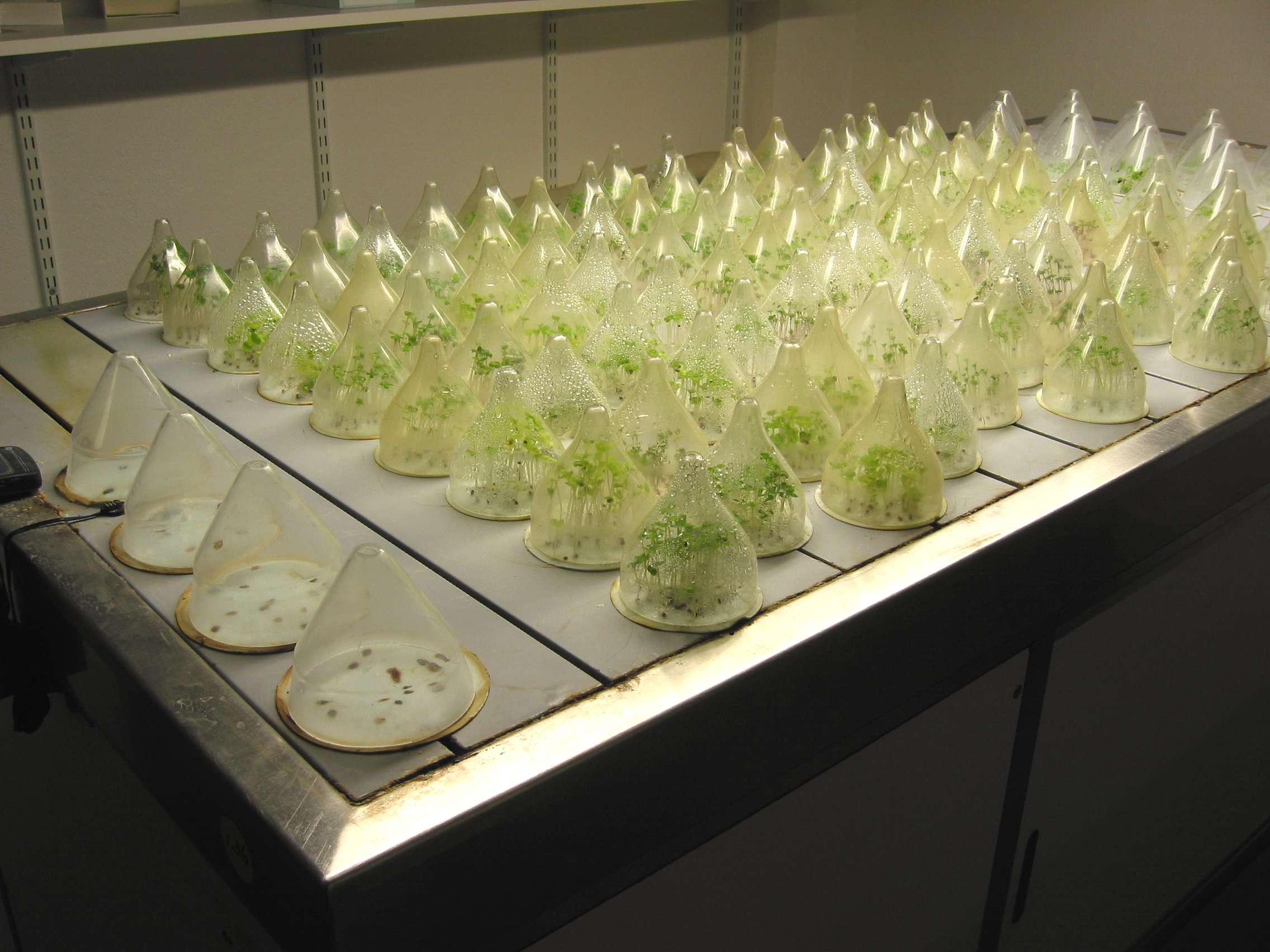
一个发芽率试验

植物生理學是植物学的一个分支科学，它研究植物的功能或生理学。密切相关的领域包括植物形态学（植物结构），植物生态学（与环境的相互作用），植物化学（植物的生物化学），细胞生物学，遗传学，生物物理学，和分子生物学。
研究植物水分关系的两个基本过程，例如光合作用，呼吸作用，植物营养学，植物激素功能，向性，厌食运动，光週期，光形态发生，昼夜节律，环境胁迫生理，种子发芽，休眠和气孔功能，以及蒸腾作用被植物生理学家研究。

## 目标

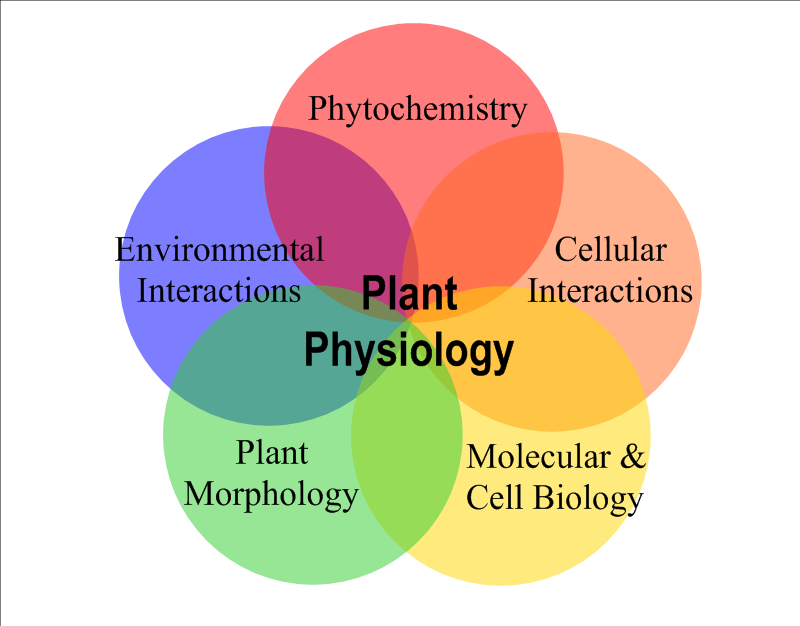
植物生理学研究的五个关键领域。

植物生理学领域包括研究植物的所有内部活动 - 与植物中发生的生命相关的化学和物理过程。 这包括在多个规模和时间尺度上的研究。 在最小的尺度上是光合作用和水，矿物质和营养素的内部扩散的分子相互作用。 在最大规模上是植物发育的，季节性的，休眠的，和繁殖控制的过程。 植物生理学的主要分支学科包括植物化学（植物生物化学研究）和植物病理学（植物疾病研究）。 植物生理学作为一门学科的范围可分为几个主要研究领域。